# Saab Group
Saab AB (SAAB, Svenska Aeroplan Aktiebolaget) – szwedzki koncern zbrojeniowy założony w 1937 roku w Trollhättan. Produkuje sprzęt dla wojsk lądowych, wojsk lotniczych i marynarki wojennej, a także dla lotnictwa cywilnego.

## Historia
Przedsiębiorstwo powstało w kwietniu 1937 roku w Trollhättan i specjalizowało się w produkcji samolotów na potrzeby armii. W 1939 roku spółka przejęła konkurencyjne przedsiębiorstwo ASJA (AB Svenska Järnvägsverkstäderna) z siedzibą w Linköping.
Po II wojnie światowej z powodu braku zamówień wojskowych koncern stanął w obliczu stagnacji na rynku samolotów, dlatego kierownictwo firmy postanowiło stworzyć dział zajmujący się produkcją samochodów osobowych, Saab Automobile AB, który w 1990 roku został sprzedany amerykańskiemu koncernowi General Motors, a po licznych kłopotach w 2012 roku przestał istnieć; produkcję wznowiono po roku. Rozważana była także możliwość zaangażowania się marki w przemysł stoczniowy. Powstało kilka łodzi z aluminiowymi kadłubami.
Od 1997 roku koncern Saab produkuje dla koncernu Airbus krawędzie natarcia skrzydeł dla Airbusa A380 oraz drzwi do wojskowego Airbusa A400M, a od 2000 roku lotki do Airbusa A320.
Główna siedziba koncernu znajduje się w Sztokholmie.

## Produkcja
Podstawę produkcji stanowią samoloty wojskowe, takie jak m.in. Saab JAS 39 Gripen, którego oferta przegrała w 2004 roku w przetargu na lekki samolot myśliwski dla Sił Zbrojnych RP z amerykańskim F-16 produkcji Lockheeda Martina. Poza tym od koncernu nabyć można, między innymi, elektroniczne elementy naprowadzające oraz systemy obrony przeciwlotniczej.

### Modele samolotów
- Saab 17 (bombowiec)
- Saab 18 (bombowiec)
- Saab 21/21R (samolot myśliwski)
- Saab 29 Tunnan
- Saab 32 Lansen (samolot szturmowy)
- Saab 90 Scandia
- Saab 91 Safir
- Saab 105 (samolot szkoleniowo-bojowy i rozpoznawczy)
- Saab 210
- Saab 340 (samolot pasażerski)
- Saab 340 AEW&C Erieye
- Saab 2000 (samolot pasażerski)
- Saab B3
- Saab J29 Tunnan (samolot myśliwski)
- Saab J35 Draken (samolot myśliwski)
- Saab JA-37 Viggen (samolot myśliwsko-szturmowy)
- Saab JAS 39 Gripen (myśliwiec wielozadaniowy)
- Saab Safari

### Prototypy
- Saab 36 (bombowiec)
- Saab 38
- Saab 210
- Skeldar V-150 (bezzałogowy śmigłowiec rozpoznawczy)

## Galeria

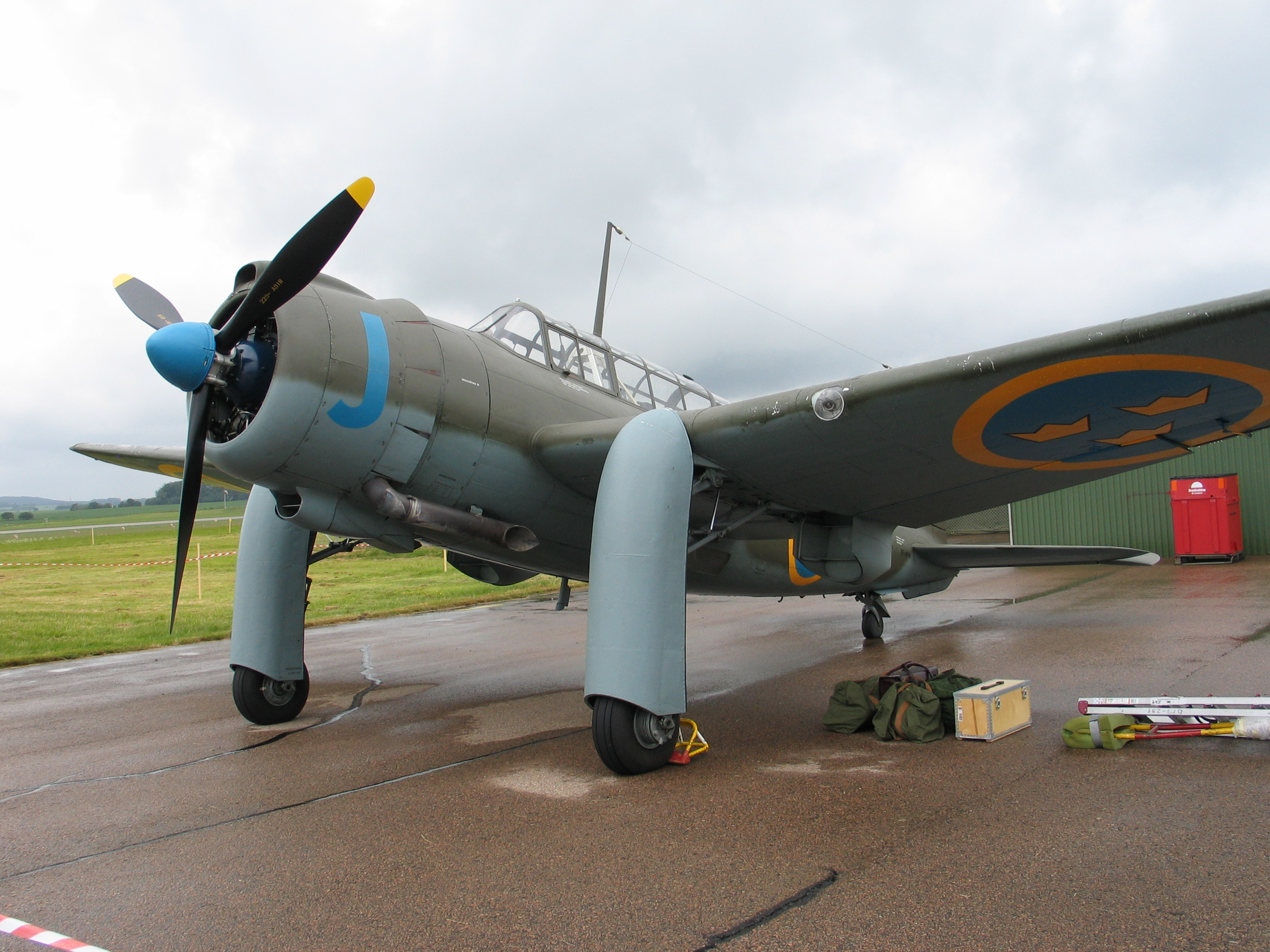
Saab 17
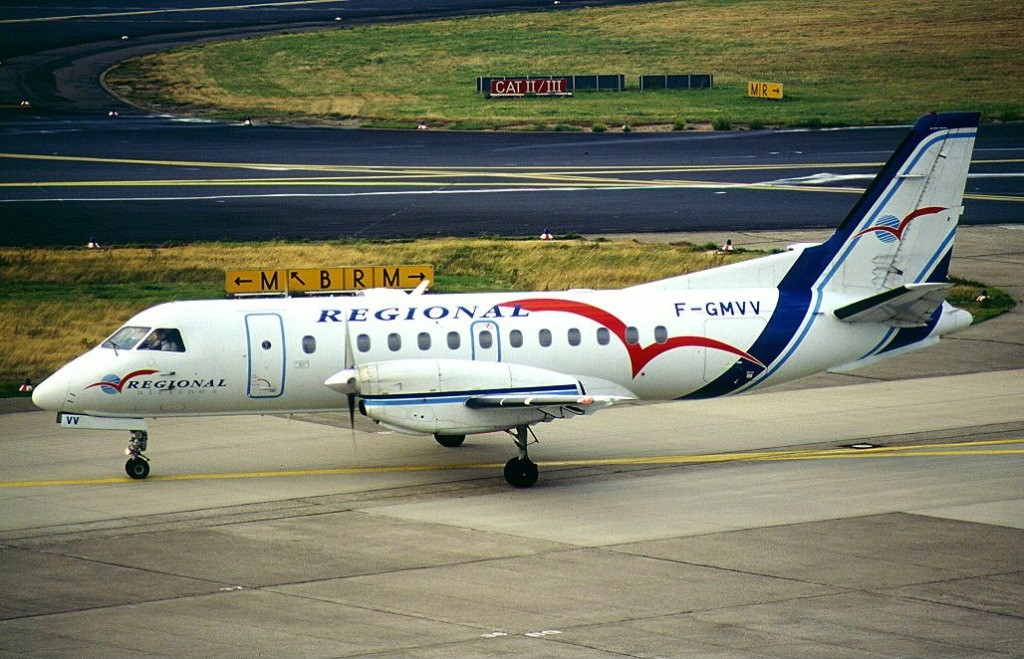
Saab 340
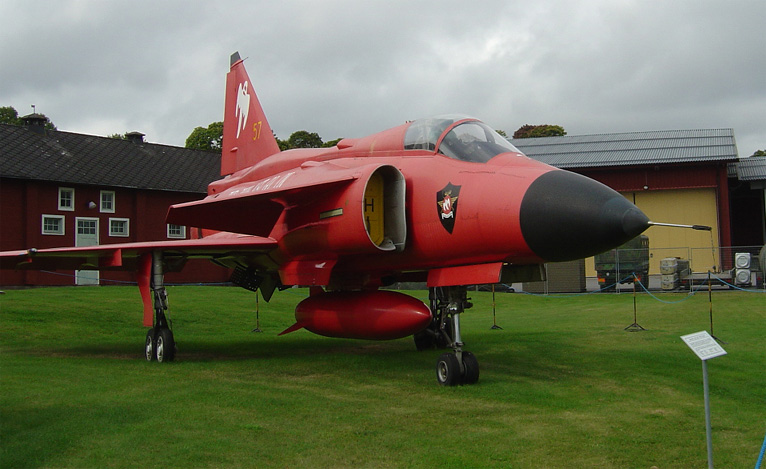
Saab JA-37 Viggen
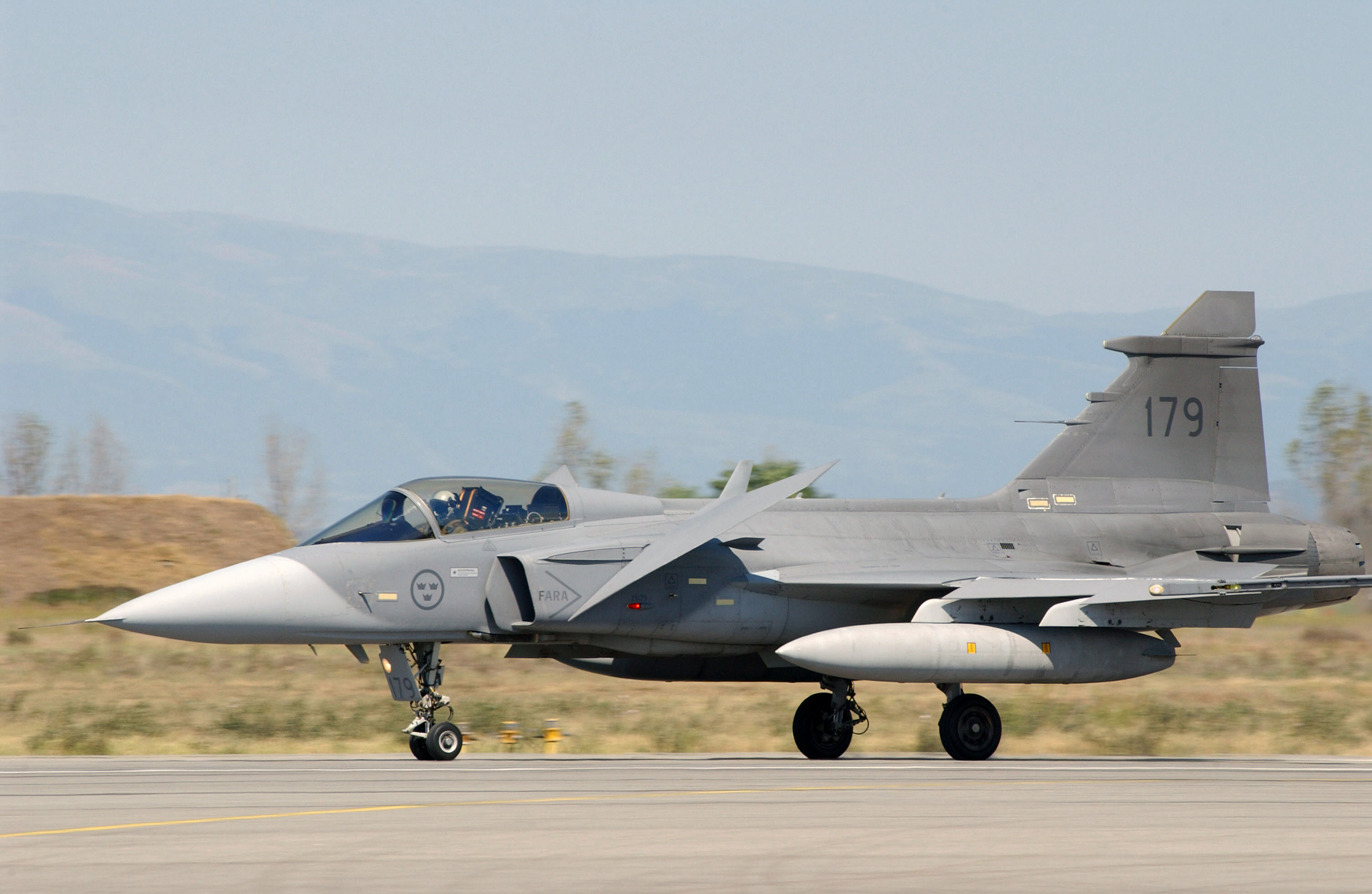
Saab JAS-39 Gripen
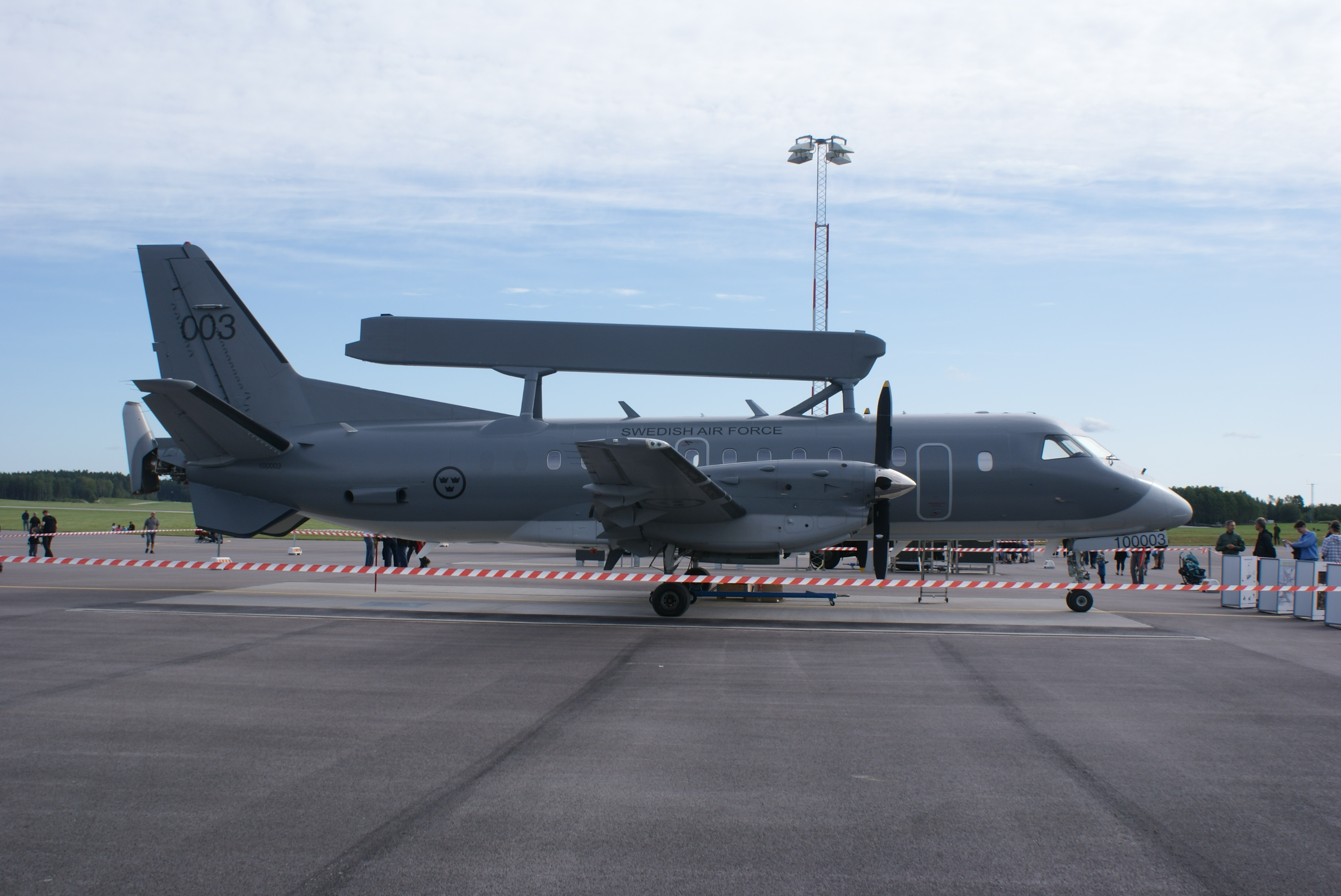
Saab 340 z radarem Erieye
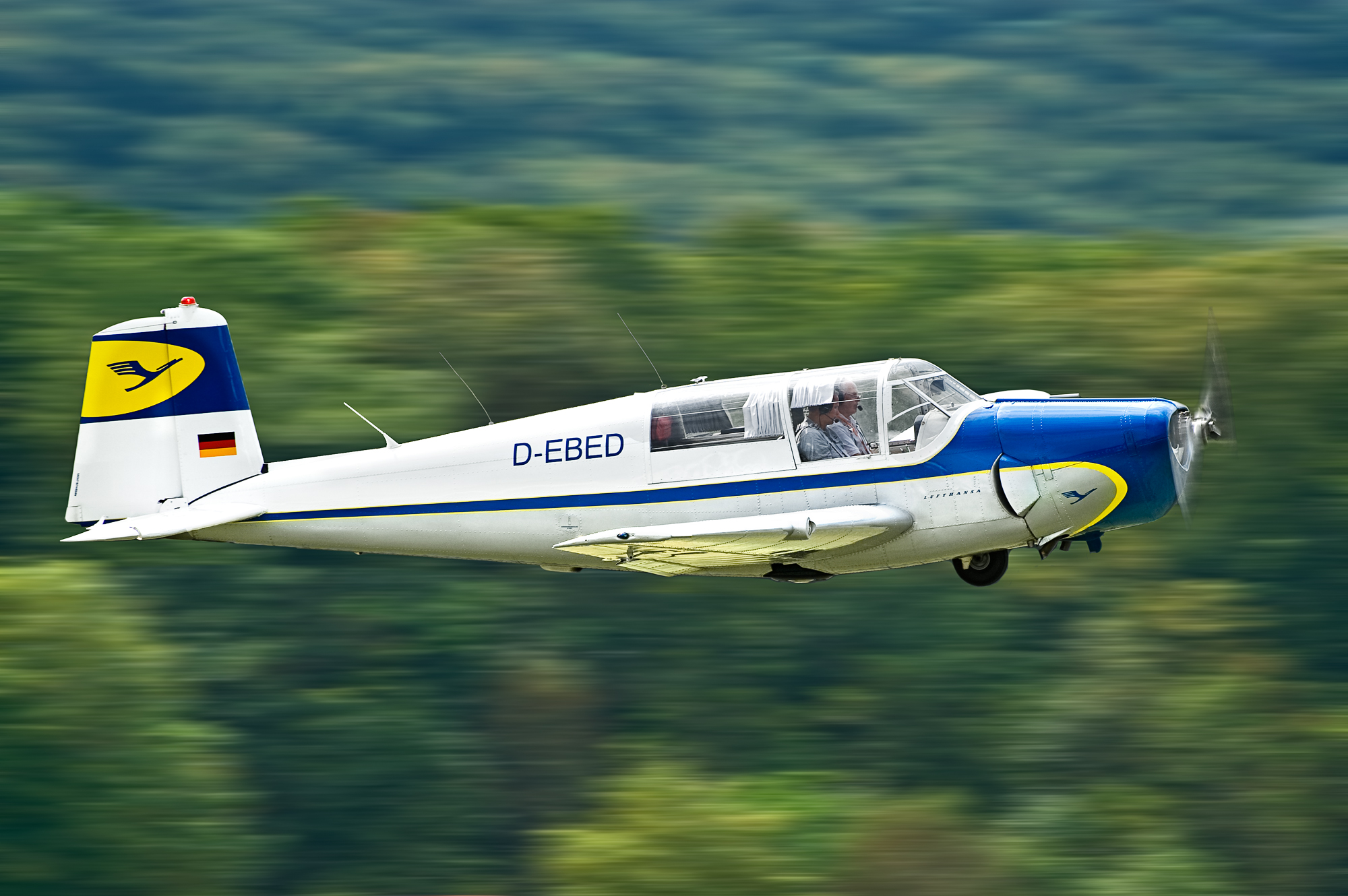
Samolot szkoleniowy Saab Safir 91B